# 샨티타운

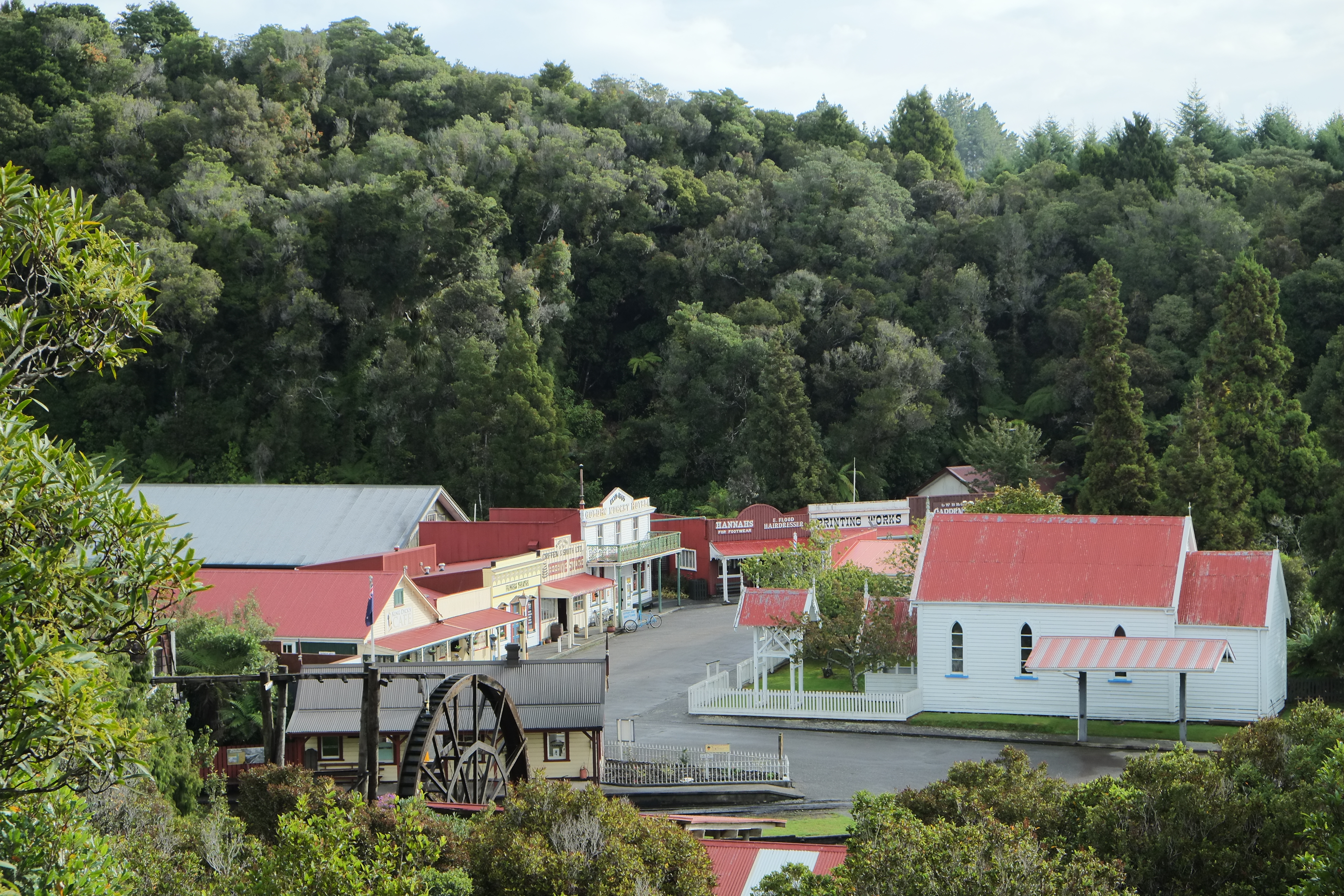

샨티타운(Shantytown)은 웨스트코스트 지방 그레이마우스에 위치한 관광지이다. 19세기 생활 모습을 보여주는 다양한 시설이 있다.